# Григорьев, Николай Васильевич (кораблестроитель)
Николай Васильевич Григорьев  (19 января 1890—1937) — военный инженер кораблестроитель, строитель первых гражданских судов в СССР, главный строитель крейсера «Киров», профессор, начальник кафедры корабельной архитектуры Высшего военно-морского инженерного училища им. Ф. Э. Дзержинского, военинженер 2-го ранга. Репрессирован в 1937 году.

## Биография

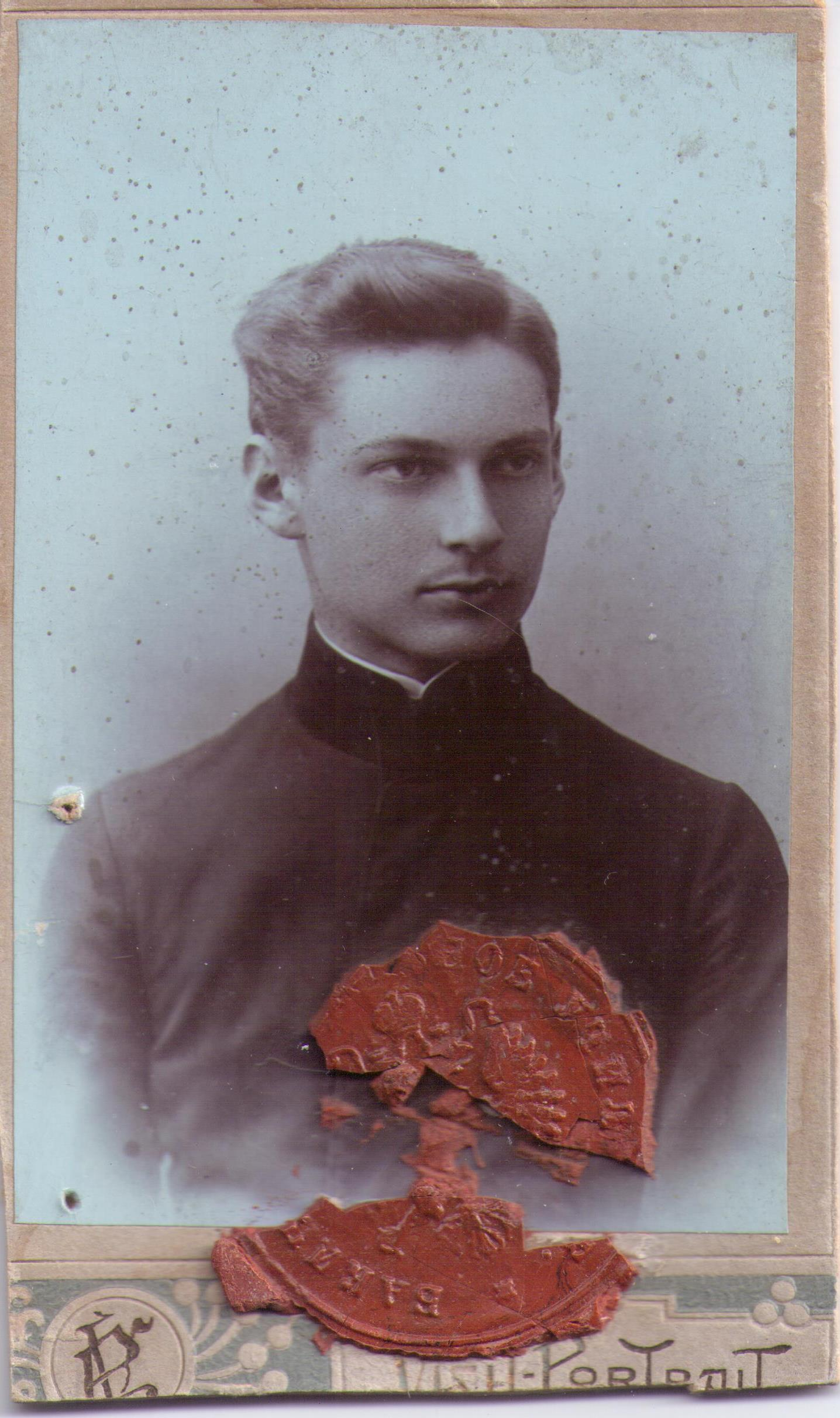
Григорьев Н. В. во время учёбы в Реальном училище

Николай Васильевич Григорьев родился 19 января 1890 года в Баку в семье инженера-нефтяника. Окончил реальное училище. 

### Служба в Российском императорском флоте
В службе с 1908 года. В 1911 году после окончания кораблестроительного отделения Морского инженерного училища в Кронштадте был произведён в подпоручики, и назначен в конструкторское бюро Адмиралтейского судостроительного завода в Санкт-Петербурге. В 1912 году находился в командировке в Англии в составе комиссии по приёмке крейсера «Рюрик». По возвращении из командировки в 1913 году работал помощником строителя В. И. Невражина на постройке линейных крейсеров «Бородино» и «Наварин». 8 ноября 1915 года был награждён орденом Святого Станислава 3 степени. С 1917 года стал строителем минных заградителей «Урал» и «Демосфен».

### Служба в советский период

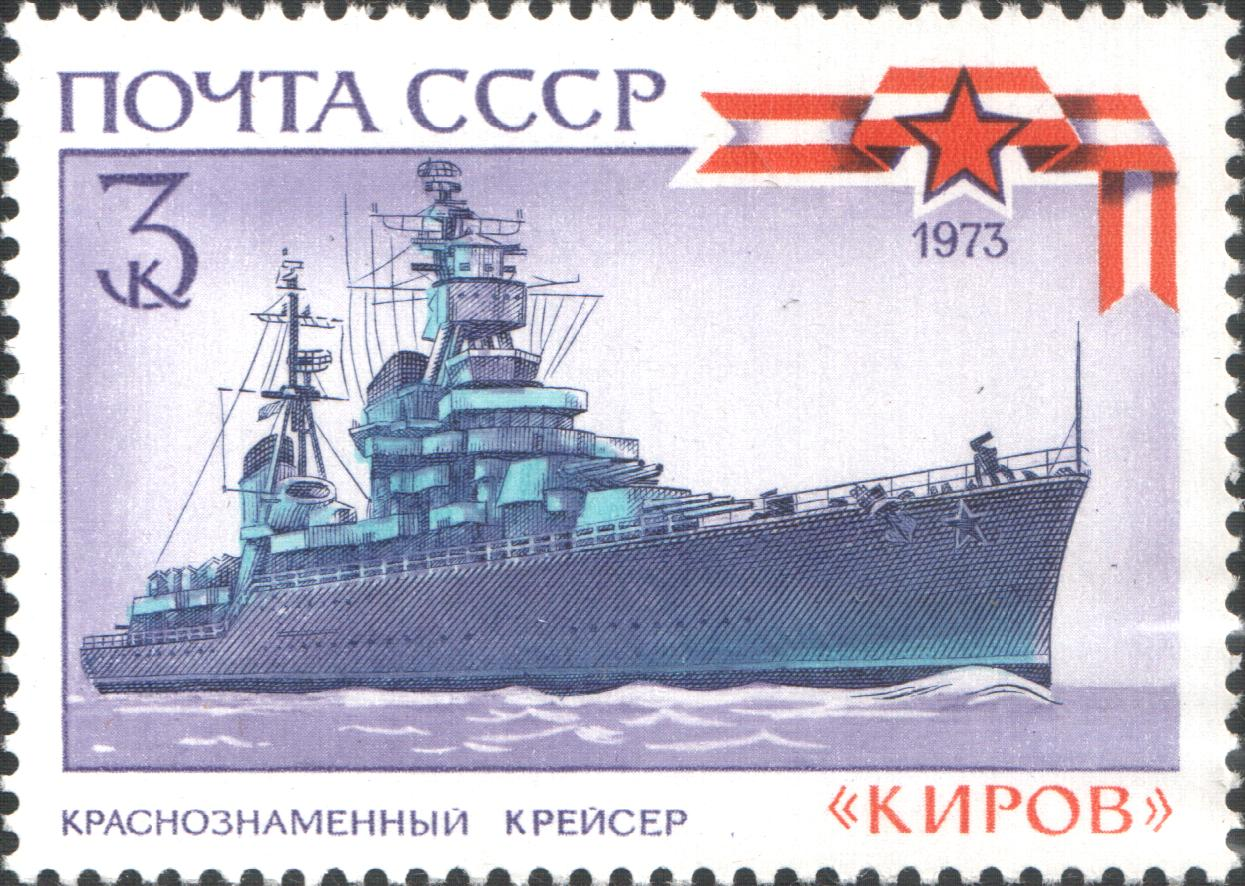
Артиллерийский крейсер «Киров». Главный строитель Н. В. Григорьев

После Октябрьской революции перешёл на Балтийский судостроительный завод, где заведовал судостроительным отделом. С 1919 года без отрыва от работы на заводе, преподавал курс корабельной архитектуры в Морском инженерном училище.
С 1925 года был главным строителем первых советских лесовозов. В 1927 году сдал Госторгфлоту лесовозы — четыре судна с паровыми машинами «Товарищ Сталин», «Григорий Зиновьев», «Михаил Томский», «Товарищ Красин». Затем строил первые теплоходы типа «Абхазия» Крымско-Кавказской линии. Продолжал преподавательскую работу. Был профессором и начальником кафедры корабельной архитектуры в Высшем военно-морское инженерное училище им. Ф. Э. Дзержинского, преподавал в Ленинградском кораблестроительном институте.
В июле 1934 года военный инженер 2 ранга Григорьев был назначен главным строителем крейсера «Киров», корабль был объявлен стахановским объектом. В ходе испытаний крейсера «Киров» произошёл ряд аварий. В 1937 году Н. В. Григорьев был арестован и вскоре расстрелян.

## Награды
- орден Святого Станислава 3 степени (8 ноября 1915);
- светло-бронзовая медаль «В память 300-летия царствования дома Романовых» (1913)[1].

## Семья

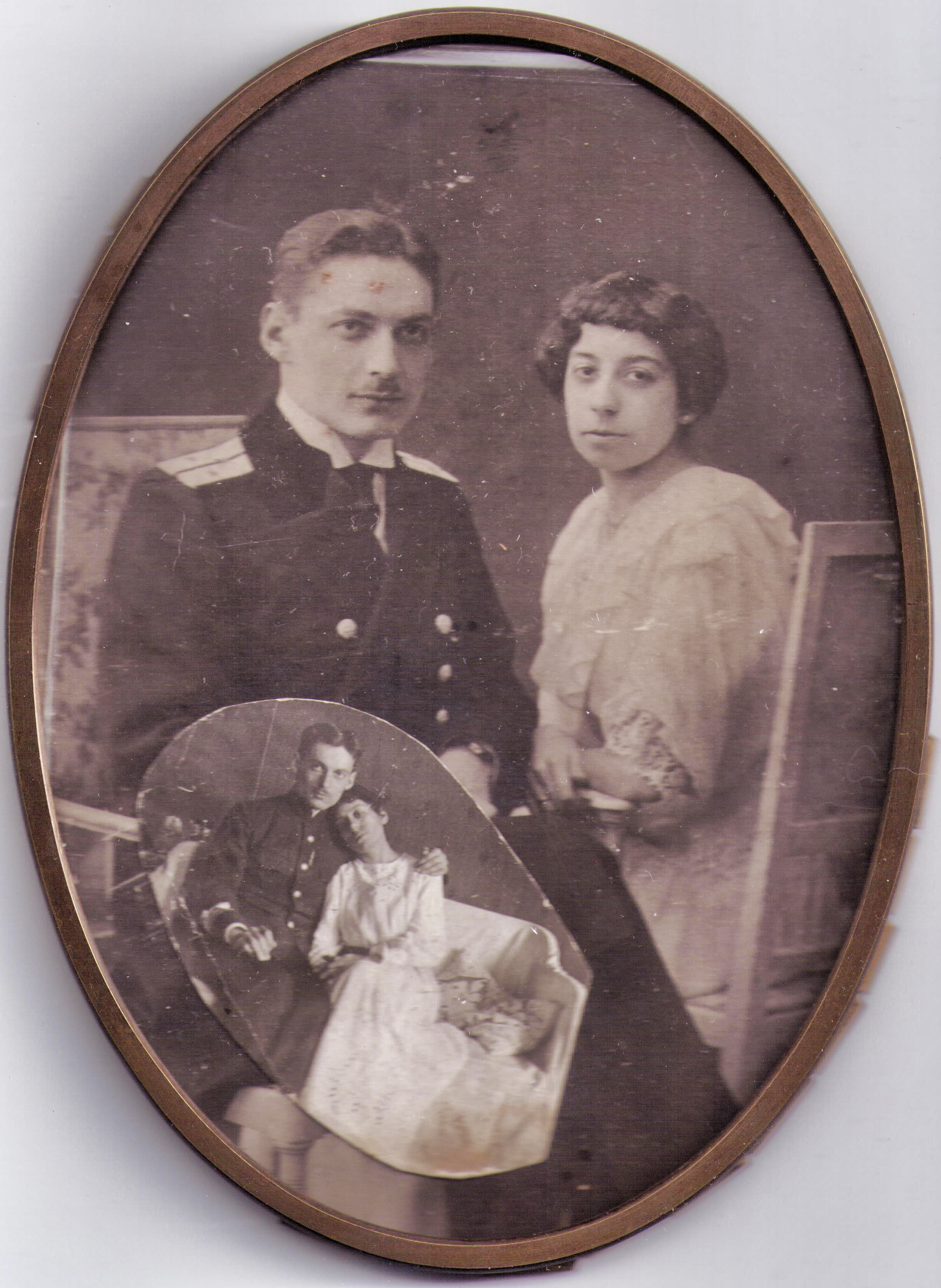
Григорьев Н. В. с супругой Ольгой Ивановной

Н. В. Григорьев был женат на Ольге Ивановне Иловайской — дочери казацкого старшины из станицы Старочеркасской.